# Pristimantis roni
Pristimantis roni é uma espécie de anfíbio anuro da família Strabomantidae. Está presente no Equador. A UICN classificou-a como quase ameaçada.